# Штапићи за јело
Штапићи за јело су кратки, зашиљени штапићи који се у паровима једнаке дужине користе као традиционални прибор за јело у Кини, Јапану, Вијетнаму и на Корејском полуострву. Такође се користе у деловима Непала, као и у областима Тајланда, Лаоса, Филипиниа, Сингапура и Мјанмара у којима живи значајан број Кинеза.
Штапићи за јело су настали у старој Кини, мада је тачан период њиховог настанка још увек предмет дебате међу историчарима и археолозима. Најстарији сачувани штапићи потичу из времена династије Шанг (1766—1122. п. н. е.), међутим они су се користили при кухању и сервирању хране а не као прибор за јело. Претпоставља се да су се штапићи почели користити као прибор за јело за време династије Хан, док су за време династије Минг ушли у широку употребу.

## Врсте
Стандардни штапићи за јело су дуги око 20 cm. Постоје и већи штапићи за кухање који су дугачки између 30 и 40 cm. Такви штапићи се у Јапану називају ryoribashi., док се штапићи који се користе за пренос хране до посуђа за сервирање називају saibashi.
Штапићи се праве од разних материјала, најчешће од бамбуса, дрвета и пластике, али и од метала, порцелана, жада, слоноваче, костију итд.

## Употреба
Први штапић лежи на корену палца, а између домалог и средњег прста. Приликом узимања хране, овај штапић не треба померати.
Други штапић се држи са три прста као што се држи оловка, и само њега треба померати при узимању хране.
Када се не употребљавају, штапићи се остављају с десне стране или испод тањира, према кинеским обичајима.

## Утицај на животну средину
Само у Кини се, према проценама, годишње произведе око 45 милијарди пари једнократних штапића за јело, који се након употребе бацају. За њихову производњу потребно је посећи преко 25 милиона стабала.
Кинеска влада покушава да смањи производњу једнократних штапића, апелујући да се у ресторанима користе штапићи за вишекратну употребу. Како би се смањила производња, уведена је и такса од 5% на једнократне штапиће.

## Порекло и историја
Штапићи за јело постоје и користе се барем од династије Шанг (1766–1122. п. н. е.). Међутим, историчар из династије Хан Сима Ћен написао је да је вероватно да су штапићи коришћени и у претходној династији Сја, па чак иу ранијој култури Ерлитоу, иако је проналажење археолошких доказа из овог доба изузетно тешко.
Најранији доказ о до сада откривеним штапићима за јело састоји се од шест штапића, направљених од бронзе, дугих 26 cm (10 in) и широких 1,1—1,3 cm (0,43—0,51 in), ескавираних из рушевина Јин близу Анјанга (Хенан). Они датирају отприлике из 1200. године пре нове ере, током династије Шанг. Сматра се да су кориштени за кување. Најраније познато текстуално спомињање употребе штапића потиче из Хан Фејзија, филозофског текста који је написао Хан Феј (око 280–233. п. н. е.) у 3. веку пре нове ере.
Широка дифузија штапића у кинеској култури понекад се приписује конфучијанској филозофији која наглашава породични склад као основу грађанског поретка. Сам Конфучије је наводно рекао да су ножеви за ратнике, а штапићи за учењаке, а његов наследник Менције се везује за афоризам „честит и поштен човек се држи подаље и од кланице и од кухиње… И не дозвољава ножеве на свом столу“. Конфучијево позивање на штапиће за јело у својој Књизи обреда сугерише да су ови предмети били широко познати у периоду Зараћених држава (око 475–221. п. н. е.).

### Као прибор за кување
Први штапићи су коришћени за кување, распиривање ватре, сервирање или хватање комадића хране, а не као прибор за јело. Један од разлога је био тај што је пре династије Хан просо било преовлађујућа храна у Северној Кини, Кореји и деловима Јапана. Док су се штапићи користили за кување, просена каша се у то време јела кашикама.:29-35 Употреба штапића у кухињи траје до данас.
Риорибаши (料理箸) су јапански кухињски штапићи за јело који се користе у јапанској кухињи. Они су кориштени у припреми јапанске хране, и нису намењене за јело. Ови штапићи за јело омогућавају руковање врућом храном једном руком и користе се као обични штапићи за јело. Ови штапићи за јело имају дужину од 30 cm (12 in) или више и могу да буду спојени у петљу заједно са канапом на врху. Обично се праве од бамбуса. За дубоко пржење, међутим, преферирају се метални штапићи за јело са бамбусовим дршкама, јер врхови обичних бамбусових штапића за јело избледе и постану масни након вишекратне употребе у врелом уљу. Ручке од бамбуса штите од топлоте.
Слично, вијетнамски кувари користе đũa cả (𥮊奇) или „велике штапиће за јело“ при кувању, као и за сервирање пиринча из лонца.

### Као прибор за јело
Штапићи су почели да се користе као прибор за јело током династије Хан, пошто се потрошња пиринча повећала. Током овог периода, кашике су наставиле да се користе уз штапиће за јело као прибор за јело током оброка. Тек у време династије Минг штапићи су ушли у искључиву употребу и за сервирање и за јело. Тада су добили име куајизи и садашњи облик.:6-8